# Cmentarz wojenny z I i II wojny światowej w Harasiukach
Cmentarz wojenny z I i II wojny światowej w Harasiukach – zabytkowy cmentarz wojenny z okresu I i II wojny światowej, znajduje się w gminie Harasiuki, powiat niżańskim, usytuowany jest na skraju lasu przy drodze wiodącej do Lipin (ul. Leżajska), około 100 metrów od skrzyżowania z drogą Krzeszów-Biłgoraj.
Cmentarz ma kształt prostokąta otoczonego metalowym płotkiem, składa się z mogił w układzie rzędowym (trzy rzędy). Na cmentarzu pochowano żołnierzy poległych w 1915 roku oraz w czasie kampanii wrześniowej 1939 roku.

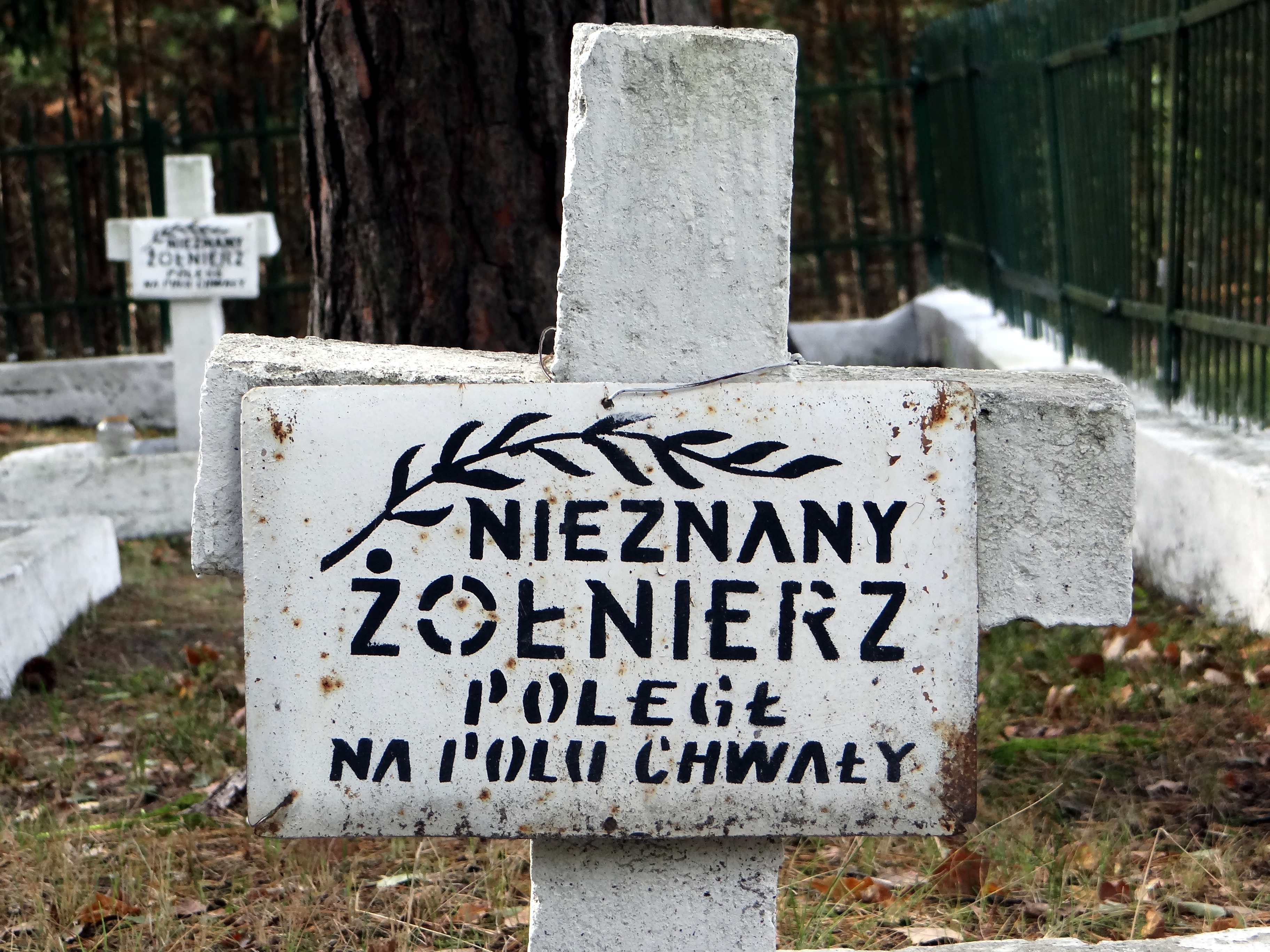
Groby nieznanych żołnierzy